# Svenska Europarörelsen

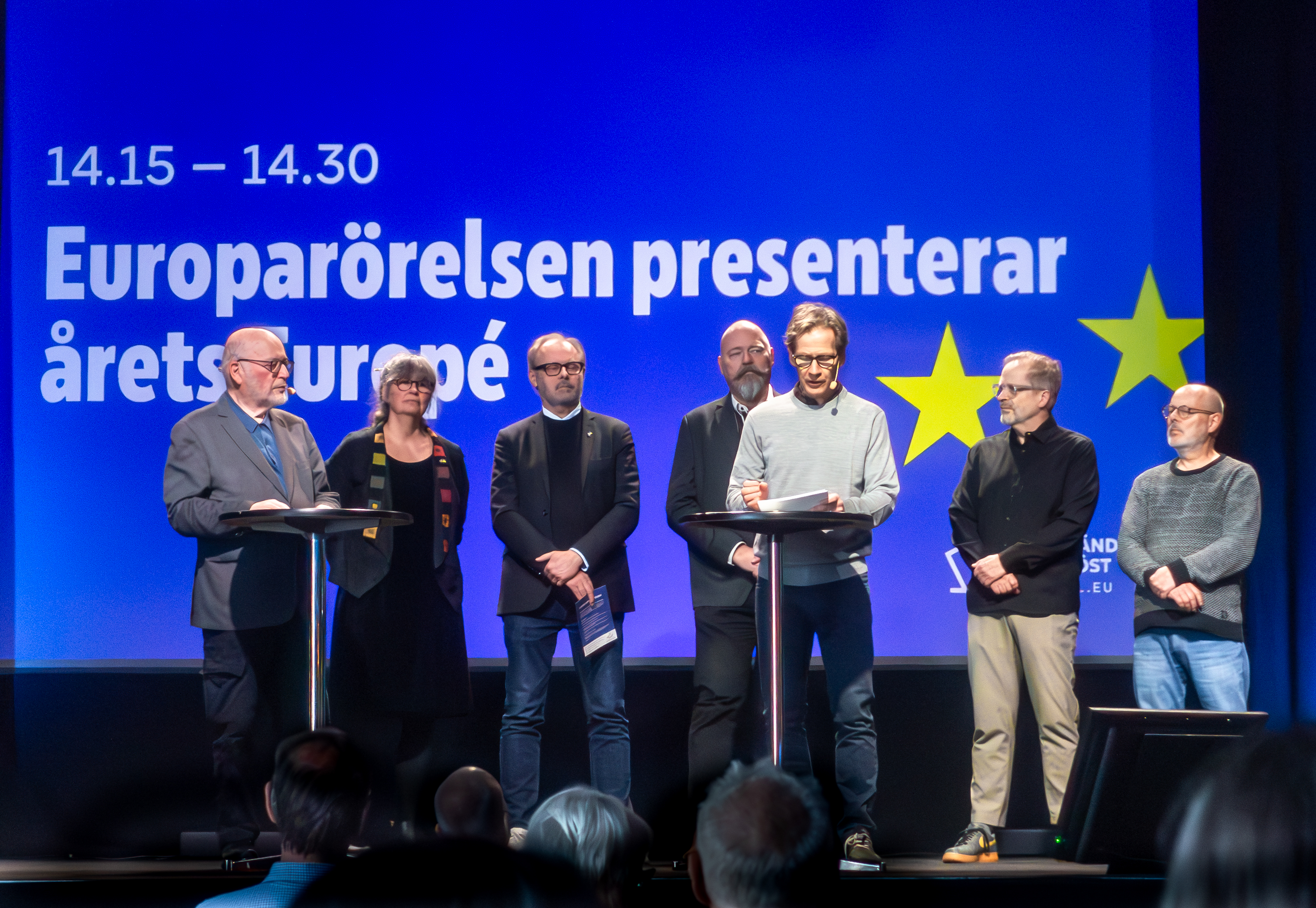
Aktionsgruppen Ryssland ut ur Ukraina blev Årets Europé 2024.

Svenska Europarörelsen grundades 1995 och är ett nätverk som vill främja och förstärka närvarokänslan av Europa i Sverige. Nätverket, som är obundet i fråga om religion och politisk tillhörighet, vill utgöra en plattform för debatt om Europa. Föreningen vill även bidra till ökad kunskap om befolkningar, samhällen och kulturer i Europa. Svenska Europarörelsen är Sveriges representant i European Movement International, EMI. Svenska Europarörelsen betecknas som en ”Preparatory committee”, vilket innebär ett icke fullvärdigt medlemskap.
Svenska Europarörelsen utser Årets europé. Årets Europé ska ha en fast anknytning till Sverige och ha bidragit till att främja samarbetet mellan folken i Europa i syfte att stärka fred och frihet, kulturell förståelse och social samhörighet.  
Styrelsens ordförande 2022-2023 är Ewa Hedlund.